# Tell Fecheriye
Koordinaten: 36° 50′ 4″ N, 40° 4′ 4″ O

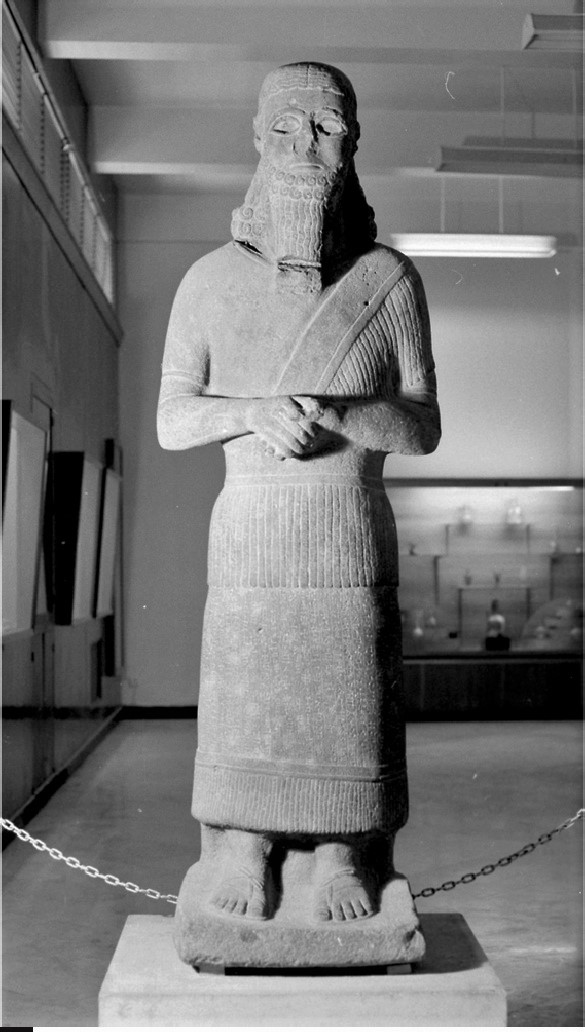
Statue des Hadad-yis'i

Tell Fecheriye ist ein archäologischer Fundort im Chaburbecken im Nordosten Syriens, in unmittelbarer Nähe zur heutigen Stadt Raʾs al-ʿAin und dem Fundort Tell Halaf. Der Tell weist Besiedlungsspuren auf, die dem präkeramischen Neolithikum, dem Reich Mitanni, dem mittelassyrische Reich, der Spätantike und der frühislamischen Zeit zuzuordnen sind. Es wird vermutet, dass Tell Fecheriye mit dem historischen Waššukanni, der Hauptstadt des Mitanni-Reiches, zu identifizieren ist. In Tell Fecheriye fanden deshalb immer wieder archäologische Ausgrabungen statt, die aufgrund politischer Schwierigkeiten bisher jedoch stets nur von kurzer Dauer waren.

## Forschungsgeschichte
Die Erforschung von Tell Fecheriye wurde vom deutschen Orientreisenden Max Freiherr von Oppenheim begonnen, der zwischen 1911 und 1927 mehrfach Ausgrabungen auf dem unweit gelegenen Tell Halaf durchführte. Er veranlasste auch, den Tell Fecheriye zu vermessen, was als Grundlage für von ihm geplante Ausgrabungen dienen sollte – zu diesen Ausgrabungen kam es jedoch wegen des Zweiten Weltkrieges nicht.
Die Ausgrabungsgeschichte begann daher erst mit Calvin McEwan vom Oriental Institute der University of Chicago in Kooperation mit dem Museum of Fine Arts, Boston. Es blieb jedoch bei einer einzigen Grabungskampagne 1940, da McEwan kurz nach Kriegsende verstarb. Dennoch konnten in diesem kurzen Zeitraum Reste eines römischen Kastells innerhalb einer Stadtmauer freigelegt werden, welches als das antike Resaina/Theodosiopolis identifiziert wurde. Außerdem kamen bei einer Sondage Fundamente eines neuassyrischen Palastes zum Vorschein, der in der bit hilani-Bauweise errichtet war. In einer anderen Sondage fand sich ein Gebäude aus mittelassyrischer Zeit, in dessen Räumen noch Tontafeln aus der Zeit der Könige Salmānu-ašarēd I. und Tukulti-Ninurta I. lagen. Nach dem Krieg war es mit Anton Moortgat wieder ein Deutscher, der sich mit dem Tell Fecheriye beschäftigte. Er führte auf der Suche nach hurritischen Überresten mehrere Testschnitte durch. Dabei kamen Scherben der Nuzi- und Ḫabur-Ware sowie Architekturreste zum Vorschein, die eindeutig auf eine Besiedlung des Tells im fraglichen Zeitraum hindeuteten. Dennoch entschloss sich Moortgat 1956, die Ausgrabungen aufzugeben und stattdessen am 60 km entfernten Tell Chuera zu arbeiten.
Durch den Zufallsfund der Statue des Hadad-yis'i 1979 rückte Tell Fecheriye wieder in das Bewusstsein der archäologischen Wissenschaft. Die Statue, die mit einer akkadischen und einer aramäischen Inschrift versehen war, führte erneut zu Spekulationen über die Identifikation des Tells mit Waššukanni. 1996 trat ein weiterer Zufallsfund hinzu, diesmal eine heute im Museum von Deir ez-Zor ausgestellte römische Statue.
Reguläre Ausgrabungen wurden erst 2001 durch die Universität Halle-Wittenberg unter Leitung von Alexander Pruß und ‘Abd al-Masih Bagdo wieder aufgenommen, mussten aufgrund finanzieller Probleme jedoch eingestellt werden. Nach einer Vermessung 2005 fanden regelmäßig Ausgrabungen des Instituts für Vorderasiatische Archäologie der Freien Universität Berlin unter Leitung von Dominik Bonatz in Kooperation mit den lokalen Behörden statt. Dabei konnten unter anderem knapp 100 neue Tontafeln bzw. -fragmente aus mittelassyrischer Zeit geborgen werden.